# ネオロマンス・ライヴ HOT! 10 Count down Radio
ネオロマンス♥ライヴ HOT! 10 Count down Radio（ネオロマンス ライヴ ホット! テンカウントダウンラジオ）は、2006年10月から2007年3月まで、毎週水曜にランティスウェブラジオから配信されていたインターネットラジオ。略称はホッテンラジオ。
当放送開始時には280曲を超え、絶えず増え続けているネオロマンス楽曲を毎回決められたテーマ毎にリスナーから募集してランキング形式で紹介している。
なお、パーソナリティがGRANRODEOの新枠「GRANRODEOの"ケンゼンな本能"」を追加し、GRANRODEOのメンバーであるメインの谷山紀章を小野大輔（ネオアンジェリークのヒュウガ役）に入れ替えた続編「ネオロマンス♥ライヴ HOT! 10 Count down Radio II Huu!」を2007年5月2日（プレ回）より配信している。

## パーソナリティ
- 岩田光央（アンジェリークのゼフェル役）
- 谷山紀章（金色のコルダの月森蓮役）
- 2HEARTS（立木文彦：アンジェリークのヴィクトール役 ＆ 森川智之：アンジェリークのエルンスト役）

※ 2HEARTSは、「2HEARTSの"ガチで行け!!"」枠担当

## OP/ED
| OP/ED | 配信回         | 曲タイトル             | voice     |
| ----- | -------------- | ---------------------- | --------- |
| OP曲  | プレ～第04回   | 「僕たちは生きている」 | 岩田光央  |
| OP曲  | 第05回～第09回 | 「CORE」               | 岩田光央  |
| OP曲  | 第10回～第13回 | 「眠るものたちへ」     | 岩田光央  |
| OP曲  | 第14回～第18回 | 「慟哭ノ雨」           | GRANRODEO |
| OP曲  | 第19回～第ex回 | 「旅人たちに捧ぐ歌」   | 岩田光央  |
| ED曲  | プレ～第13回   | 「Infinite Love」      | GRANRODEO |
| ED曲  | 第14回～第18回 | 「君なしで」           | 岩田光央  |
| ED曲  | 第19回～第ex回 | 「慟哭ノ雨」           | GRANRODEO |

## コーナー
【推薦曲紹介】
- 毎週1曲紹介で番組スタート。

【テーマ毎の曲紹介】
- テーマに対するランキングの発表。
- 6位以降MCが、4位と3位の合間もしくは1位の前に「2HEARTSの"ガチで行け!!"」やミニドラマが挿入されている。

【2HEARTSの"ガチで行け!!"】（第3回配信よりスタート）
- 何かに向かって一途に本気で頑張っている人を2HEARTSが応援するコーナー。

【告知情報】
- ニュース番組風のコミカルな告知。

【ふつおた（普通のお便り）紹介】
- 時間の許すときに随時的に紹介される。

【ミニドラマ】
- 「あの夜のプレリュード」 / 第1回～第4回配信

しっとりと雰囲気のまさと視点のミニドラマ
配役：まさと（谷山紀章）＆ たけし（岩田光央）
- 「異説 弱法師」  / 第5回～第8回配信

感傷的なわたし視点のミニドラマ
配役：法師（谷山紀章）＆ わたし（岩田光央）
※「弱法師」とは、能の演目のひとつ（作者不明 / 四番目物・男物狂物）。河内国高安の里の左衛門尉通俊の子・俊徳丸が讒言により家を追われ、盲目の乞食となってさすらい、天王寺に迷い込んだところ父親に発見され、高安の里へ連れ戻されるという話。
- 「主は来ませり」  / 第9回～第12回配信

クリスマスを主題としたオレ視点のミニドラマ
配役：オレ（谷山紀章）＆ 男（岩田光央）
- 「ゴール裏のBallon d'or」  / 第13回～第16回配信

元Jリーガー・まさし視点の同窓会もののミニドラマ
配役：なおと（谷山紀章）＆ まさし（岩田光央）
- 「戦え ロック魂」  / 第18回～第21回配信

ロックバンド・ボーカル同士の勝負を揶揄した第三者視点のミニドラマ
配役：れいじ（谷山紀章）＆ かずき（岩田光央）
- 「夢 ゆすら」  / 第22回, 第24回～第26回配信

ゆうすけ視点の猫の恩返し的ミニドラマ
配役：るい（谷山紀章）＆ ゆうすけ（岩田光央）

## 各回ランキングテーマ
- プレ配信（2006年09月21日）-ネオロマライブ 2006 AUTUMNで演奏された曲-
- 第01回配信（2006年10月04日）-ネオロマイヴェントで歌われた回数の多い曲ランキング-
- 第02回配信（2006年10月11日）-元気をくれる曲ランキング-
- 第03回配信（2006年10月18日）-おやすみ前に聞きたい曲ランキング-
- 第04回配信（2006年10月25日）-カラオケで歌いたい曲ランキング-
- 第05回配信（2006年11月01日）-初恋を感じる曲ランキング-
- 第06回配信（2006年11月08日）-ドライブで聞きたい曲ランキング-
- 第07回配信（2006年11月15日）-雨の日に聞きたい曲ランキング-
- 第08回配信（2006年11月22日）-宮田幸季のランキング曲-
- 第09回配信（2006年11月29日）-通勤通学で聴きたい曲ランキング-
- 第10回配信（2006年12月06日）-堀内賢雄のランキング曲-
- 第11回配信（2006年12月13日）-泣ける曲ランキング-
- 第12回配信（2006年12月20日）-クリスマスイヴに聞きたい曲ランキング-
- 第13回配信（2006年12月27日）-初日の出を観ながら聴きたい曲ランキング-
- 第14回配信（2007年01月03日）-トークスペシャル-
- 第15回配信（2007年01月10日）-伊藤健太郎のランキング曲-
- 第16回配信（2007年01月17日）-彼氏に歌ってほしい曲ランキング-
- 第17回配信（2007年01月24日）-キッチンで聴きたい曲ランキング-
- 第18回配信（2007年01月31日）-ストレスが吹き飛びそうな曲ランキング-
- 第19回配信（2007年02月08日）-あなたのバレンタインデーソングランキング-
- 第20回配信（2007年02月14日）-私市淳のランキング曲-
- 第21回配信（2007年02月21日）-夜空を見上げて聴きたい曲ランキング-
- 第22回配信（2007年02月28日）-高橋直純のランキング曲-
- 第23回配信（2007年03月08日）-ライブで聴きたい曲ランキング＆「ROCKET☆PUNCH」模様-
- 第24回配信（2007年03月14日）-岸尾大輔のランキング曲-
- 第25回配信（2007年03月21日）-あなたの卒業ソング曲ランキング-
- 第26回配信（2007年03月28日）-旅先で聴きたい曲ランキング-
- 第ex回配信（2007年04月05日）-ふつおた紹介＆告知-

## ゲスト
- 第08回配信-宮田幸季（遙かなる時空の中での流山詩紋 / 彰紋 / 武蔵坊弁慶役）
- 第10回配信-堀内賢雄（アンジェリークのオスカー / 遙かなる時空の中での源頼久の兄役）
- 第15回配信-伊藤健太郎（金色のコルダの土浦梁太郎役）
- 第20回配信-私市淳（アンジェリークのティムカ役）
- 第22回配信-高橋直純（遙かなる時空の中でのイノリ / イサト / ヒノエ役）
- 第24回配信-岸尾大輔（金色のコルダの柚木梓馬役）

## CD
- ネオロマンスライヴ HOT!10 Count down Radio on CD

#01　(2006年10～11月配信分 / 2007年1月31日 / KECH-1417)
#02　(2006年12～2007年1月配信分 / 2007年3月28日 / KECH-1422)
#03　(2007年2～3月配信分 / 2007年5月23日 / KECH-1435)